# Rosalinda Celentano
Rosalinda Celentano (Roma, Italia; 15 de julio de 1968) es una actriz italiana.
Celentano interpretó a Satanás en la película La Pasión de Cristo (2004) de Mel Gibson. La película más reciente en la que ha participado es Der Todestunnel. Es la hija de Adriano Celentano y de Claudia Mori.